# Stuart Tosh
Stuart Tosh (* 26. Mai 1951 in Aberdeen) ist ein britischer Musiker.
Als Schlagzeuger spielte er seit 1973 zunächst bei der Band Pilot, die mit January 1975 einen Top-Hit in Großbritannien hatte. Pilot, von Alan Parsons produziert, löste sich 1977 nach drei Alben auf. Auf dem dritten und letzten Album der Band war Tosh als Schlagzeuger nicht mehr dabei. Bereits seit 1975 spielte er allerdings auch schon bei The Alan Parsons Project mit, genauso wie seine Pilot-Mitstreiter David Paton und Ian Bairnson.
Von 1977 bis zu ihrer vorläufigen Auflösung 1983 spielte er bei 10cc. Aus dieser Phase der Band (1978) stammt ihr Hit Dreadlock Holiday (#1 in den UK Single Charts).
Genauso wie David Paton spielte er als Studiomusiker auch bei Camel. Diese hatten gerade eine kreative Pause eingelegt, bevor Andy Latimer diese Band wieder zum Leben brachte. Mit Kit Watkins, Andy Dalby, Chris Rainbow, und David Paton spielten sie das Album The Single Factor ein, welches musikalisch einen Umbruch bedeutete. Die Band wandte sich mehr und mehr von ihren Wurzeln im Progressive Rock ab und widmete sich einfacheren Hits.
2013 kam es zu einer Reunion von David Paton, Ian Bairnson und Stuart Tosh als Pilot. Dabei entstand das Album A Pilot Project, welches 2014, pünktlich zum 40-jährigen Jubiläum des Debütalbums From the Album of the Same Name (1974) von Pilot, veröffentlicht wurde. Das Album enthält ausschließlich Stücke des Alan Parsons Project. Im gleichen Jahr, am 6. September 2014, spielten David Paton, Ian Bairnson und Stuart Tosh nach 39 Jahren wieder zum ersten Mal in originaler Besetzung (ohne den verstorbenen Pilot-Keyboarder Billy Lyall) auf dem Midfest in Edinburgh.